# Velesmes-Essarts
Velesmes-Essarts är en kommun i departementet Doubs i regionen Bourgogne-Franche-Comté i östra Frankrike. Kommunen ligger i kantonen Boussières som tillhör arrondissementet Besançon. År 2022 hade Velesmes-Essarts 363 invånare.

## Befolkningsutveckling
Antalet invånare i kommunen Velesmes-Essarts
Referens:INSEE